# Calophyllaceae
Classification APG III (2009)
Famille
Les Calophyllaceae forment une famille de plantes à fleurs de l'ordre des Malpighiales.
Ce sont des arbres ou des arbustes à feuilles entières, opposées, spiralées, exstipulées, originaires des régions tropicales et subtropicales d’Afrique et d’Amérique du Sud.
Certaines espèces sont cultivées en sylviculture, d’autres sont utilisées en pharmacopée traditionnelle.

## Étymologie
Le nom vient du genre type Calophyllum qui dérive du grec κάλλο, κάλλος / kallo, kallos, beauté, et φύλλων / fyllon, feuille.

## Liste des genres
Selon NCBI (8 novembre 2015) :
- genre Calophyllum
- genre Caraipa
- genre Clusiella
- genre Haploclathra
- genre Kayea
- genre Kielmeyera
- genre Mahurea
- genre Mammea
- genre Marila
- genre Mesua

Selon Angiosperm Phylogeny Website (8 novembre 2015) :
- genre Calophyllum L.
- genre Caraipa Aublet
- genre Clusiella Planchon & Triana
- genre Endodesmia Bentham
- genre Haploclathra Bentham
- genre Kayea Wall.
- genre Kielmeyera Mart.
- genre Lebrunia Staner
- genre Mahurea Aublet
- genre Mammea L.
- genre Marila Sw.
- genre Mesua L.
- genre Neotatea Maguire
- genre Poeciloneuron Bedd.

## Liste des espèces
Selon NCBI (14 mai 2010) :
- genre Calophyllum
  - Calophyllum antillanum
  - Calophyllum austrocoriaceum
  - Calophyllum blancoi
  - Calophyllum brasiliense
  - Calophyllum canum
  - Calophyllum castaneum
  - Calophyllum depressinervosum
  - Calophyllum dioscurii
  - Calophyllum goniocarpum
  - Calophyllum gracilipes
  - Calophyllum incrassatum
  - Calophyllum inophyllum
  - Calophyllum leleanii
  - Calophyllum longifolium
  - Calophyllum macrocarpum
  - Calophyllum nodosum
  - Calophyllum nubicola
  - Calophyllum obliquinervium
  - Calophyllum pulcherrimum
  - Calophyllum recurvatum
  - Calophyllum roseocostatum
  - Calophyllum rubiginosum
  - Calophyllum rupicola
  - Calophyllum soulattri
  - Calophyllum tetrapterum
  - Calophyllum teysmannii
  - Calophyllum venulosum
  - Calophyllum vexans
  - Calophyllum wallichianum
  - Calophyllum woodii